# Tournoi d'hiver du championnat du Mexique de football 2001
Navigation
Saison précédente Saison suivante
Le Tournoi Invierno 2001 est le onzième tournoi saisonnier disputé au Mexique.
C'est cependant la 66e fois que le titre de champion du Mexique est remis en jeu.
Lors de ce tournoi, le Santos Laguna a tenté de conserver son titre de champion du Mexique face aux dix-huit meilleurs clubs mexicains.
Chacun des dix-neuf clubs participant au championnat était confronté une fois aux dix-huit autres. Puis les meilleurs se sont affrontés lors d'une phase finale à la fin de la saison.
Seulement une place était qualificative pour la Coupe des Champions de la CONCACAF.

## Les 19 clubs participants
| Club                        | Stade                        | Capacité | Ville                    |
| --------------------------- | ---------------------------- | -------- | ------------------------ |
| Club América                | Stade Azteca                 | 105 064  | Mexico                   |
| CF Atlante                  | Stade Azul                   | 35 161   | Mexico                   |
| CF Atlas                    | Stade Jalisco                | 56 713   | Guadalajara              |
| CD Cruz Azul                | Stade Azul                   | 35 161   | Mexico                   |
| UAG Tecos                   | Stade Tres de Marzo          | 22 000   | Zapopan                  |
| Atlético Celaya             | Stade Miguel Alemán          | 25 500   | Celaya                   |
| Chivas de Guadalajara       | Stade Jalisco                | 56 713   | Guadalajara              |
| Deportivo Irapuato          | Stade Sergio León Chávez     | 24 000   | Irapuato                 |
| Reboceros de La Piedad (en) | Stade Juan Nepomuceno López  | 17 000   | La Piedad                |
| FC León                     | Stade Nou Camp               | 30 000   | León                     |
| CF Monterrey                | Stade Tecnológico            | 33 485   | Monterrey                |
| CA Monarcas Morelia         | Stade Morelos                | 41 056   | Morelia                  |
| Club Necaxa                 | Stade Azteca                 | 105 064  | Mexico                   |
| CF Pachuca                  | Stade Hidalgo                | 27 000   | Pachuca                  |
| CF Puebla                   | Stade Cuauhtémoc             | 42 648   | Puebla                   |
| Pumas UNAM                  | Stade Olímpico Universitario | 62 214   | Mexico                   |
| Santos Laguna               | Stade Corona                 | 18 000   | Torreón                  |
| Tigres UANL                 | Stade Universitario          | 42 000   | San Nicolás de los Garza |
| Club Toluca                 | Stade Nemesio Díez           | 27 000   | Toluca                   |

## Compétition
Le Tournoi Invierno s'est déroulé de la façon suivante :
- La phase de qualification : dix-neuf journées de championnat.
- La phase finale : des confrontations aller-retour allant des quarts de finale à la finale.

### Phase de qualification
Lors de la phase de qualification les dix-neuf équipes s'affrontent à une reprise selon un calendrier tiré aléatoirement.
Les équipes sont divisées en deux groupes de cinq et deux groupes de quatre, les meilleures de chaque groupe sont directement qualifiées pour la phase finale, les deuxièmes le sont également si elles terminent dans les huit premières au classement. Dans le cas contraire, les équipes jouent une phase de barrage face aux équipes ayant terminé dans les huit premières et non déjà qualifiées pour la phase finale.
Le classement est établi sur le barème de points classique (victoire à 3 points, match nul à 1, défaite à 0).
Le départage final se fait selon les critères suivants :
- Le nombre de points.
- La différence de buts générale.
- La différence de buts particulière.
- Le nombre de buts marqué à l'extérieur.
- Le tirage au sort.

#### Classement général
| Rang | Équipe                          | Pts | J  | G  | N | P | Bp | Bc | Diff |
| ---- | ------------------------------- | --- | -- | -- | - | - | -- | -- | ---- |
| 1    | Tigres UANL                     | 36  | 18 | 11 | 3 | 4 | 26 | 12 | +14  |
| 2    | Club Toluca                     | 32  | 18 | 8  | 8 | 2 | 33 | 22 | +11  |
| 3    | CF Pachuca                      | 32  | 18 | 9  | 5 | 4 | 29 | 24 | +5   |
| 4    | CD Cruz Azul                    | 30  | 18 | 8  | 6 | 4 | 33 | 24 | +9   |
| 5    | Club Necaxa                     | 27  | 18 | 6  | 9 | 3 | 21 | 20 | +1   |
| 6    | CF Atlante                      | 26  | 18 | 6  | 8 | 4 | 24 | 21 | +3   |
| 7    | Chivas de Guadalajara           | 26  | 18 | 6  | 8 | 4 | 20 | 20 | 0    |
| 8    | Santos Laguna (T)               | 24  | 18 | 7  | 3 | 8 | 36 | 34 | +2   |
| 9    | Club América                    | 24  | 18 | 6  | 6 | 6 | 21 | 21 | 0    |
| 10   | CF Puebla                       | 23  | 18 | 5  | 8 | 5 | 22 | 22 | 0    |
| 11   | CF Atlas                        | 21  | 18 | 6  | 3 | 9 | 25 | 29 | -4   |
| 12   | CA Monarcas Morelia             | 20  | 18 | 5  | 5 | 8 | 24 | 30 | -6   |
| 13   | CF Monterrey                    | 20  | 18 | 4  | 8 | 6 | 23 | 31 | -8   |
| 14   | Deportivo Irapuato              | 19  | 18 | 4  | 7 | 7 | 27 | 26 | +1   |
| 15   | UAG Tecos                       | 19  | 18 | 4  | 7 | 7 | 21 | 23 | -2   |
| 16   | Atlético Celaya                 | 19  | 18 | 5  | 4 | 9 | 27 | 33 | -6   |
| 17   | FC León                         | 19  | 18 | 4  | 7 | 7 | 25 | 31 | -6   |
| 18   | Reboceros de La Piedad (en) (P) | 19  | 18 | 4  | 7 | 7 | 28 | 40 | -12  |
| 19   | Pumas UNAM                      | 17  | 18 | 3  | 8 | 7 | 20 | 22 | -2   |

| Légende : Qualifications et relégations | Légende : Qualifications et relégations                  |
| --------------------------------------- | -------------------------------------------------------- |
|                                         | Coupe des champions 2002 (Huitième de finale)            |
|                                         | (T) : Tenant du titre (P) : Promu de la saison 2000-2001 |

#### Matchs
| Résultats (▼dom., ►ext.)                                   | Amé | Atlt | Atls | Cel | Azu | Chi | Ira | Pie | Leó | Mon | Mor | Nec | Pac | Pue | Pum | Lag | Tec | Tig | Tol |
| Club América                                               |     | 3-2  |      | 1-2 | 1-2 |     | 1-1 |     | 1-2 |     |     |     | 0-0 | 1-0 |     |     | 1-1 |     | 3-1 |
| CF Atlante                                                 |     |      |      | 2-1 | 2-2 |     | 1-0 |     | 3-1 |     | 1-1 |     | 2-0 |     |     |     | 2-1 |     | 2-2 |
| CF Atlas                                                   | 0-2 | 2-0  |      | 1-5 | 0-0 |     |     |     | 4-1 |     |     |     |     | 3-1 |     |     | 0-1 | 0-0 | 0-3 |
| Atlético Celaya                                            |     |      |      |     | 0-2 | 2-2 | 2-1 |     | 2-1 |     | 5-2 |     | 1-3 |     |     | 1-3 |     |     | 0-1 |
| CD Cruz Azul                                               |     |      |      |     |     | 2-3 | 2-3 |     |     | 4-2 | 2-2 | 0-0 | 3-2 | 1-0 | 1-0 | 0-0 |     |     |     |
| Chivas de Guadalajara                                      | 1-1 | 0-0  | 0-3  |     |     |     |     | 1-1 |     | 3-1 |     | 0-0 |     |     | 2-2 |     | 1-0 | 0-2 |     |
| Deportivo Irapuato                                         |     |      | 3-0  |     |     | 1-0 |     | 6-1 |     | 1-1 | 2-4 | 2-3 | 0-1 | 2-3 | 0-0 | 1-1 |     |     |     |
| Reboceros de La Piedad (en)                                | 1-1 | 2-2  | 2-4  | 2-1 | 1-5 |     |     |     | 1-1 |     |     |     |     | 3-2 |     |     | 1-1 | 2-0 | 2-0 |
| FC León                                                    |     |      |      |     | 2-2 | 1-2 | 2-2 |     |     | 1-0 | 1-1 | 2-1 | 1-1 |     |     | 4-2 |     |     |     |
| CF Monterrey                                               | 1-0 | 2-2  | 3-1  | 2-1 |     |     |     | 1-1 |     |     |     | 1-1 |     |     | 1-0 |     | 3-3 | 0-0 |     |
| CA Monarcas Morelia                                        | 2-0 |      | 0-3  |     |     | 0-1 |     | 2-2 |     | 2-0 |     | 0-1 |     |     | 1-1 | 3-2 |     | 3-1 |     |
| Club Necaxa                                                | 0-1 | 0-0  | 1-0  | 2-2 |     |     |     | 2-0 |     |     |     |     |     |     | 2-1 |     | 1-0 | 0-4 | 2-2 |
| CF Pachuca                                                 |     |      | 2-1  |     |     | 2-1 |     | 3-1 |     | 3-3 | 1-0 | 2-2 |     | 0-3 | 2-0 | 2-1 |     | 1-0 |     |
| CF Puebla                                                  |     | 0-0  |      | 1-1 |     | 1-1 |     |     | 2-2 | 2-1 | 1-0 | 1-1 |     |     |     | 2-1 | 1-1 |     | 0-0 |
| Pumas UNAM                                                 | 1-1 | 1-2  | 2-2  | 5-0 |     |     |     | 2-1 | 1-1 |     |     |     |     | 2-2 |     |     | 1-2 | 1-0 | 1-1 |
| Santos Laguna                                              | 2-3 | 2-1  | 3-1  |     |     | 0-1 |     | 6-4 |     | 5-0 |     | 2-2 |     |     | 1-0 |     |     | 1-2 |     |
| UAG Tecos                                                  |     |      |      | 1-1 | 1-2 |     | 1-1 |     | 2-1 |     | 3-0 |     | 1-1 |     |     | 1-2 |     |     | 0-1 |
| Tigres UANL                                                | 2-0 | 2-0  |      | 1-0 | 3-2 |     | 2-0 |     | 1-0 |     |     |     |     | 2-0 |     |     | 3-1 |     | 1-1 |
| Club Toluca                                                |     |      |      |     | 2-1 | 1-1 | 1-1 |     | 3-1 | 1-1 | 3-1 |     | 4-3 |     |     | 6-2 |     |     |     |
| - Victoire à domicile - Match nul - Victoire à l'extérieur |     |      |      |     |     |     |     |     |     |     |     |     |     |     |     |     |     |     |     |

#### Classements qualificatifs
La qualification pour la Liguilla se fait au travers des groupes régionaux. Les meilleures équipes de chaque groupe sont directement qualifiées pour la phase finale, les deuxièmes le sont également si elles terminent dans les huit premières au classement. Dans le cas contraire, les équipes jouent une phase de barrage face aux équipes ayant terminé dans les huit premières et non déjà qualifiées pour la phase finale.
| Rang | Club                  | Pts | J  | Diff |
| ---- | --------------------- | --- | -- | ---- |
| 1    | CD Cruz Azul          | 30  | 18 | +9   |
| 2    | Chivas de Guadalajara | 26  | 18 | +0   |
| 3    | CF Atlas              | 21  | 18 | -4   |
| 4    | CF Monterrey          | 20  | 18 | -8   |
| 5    | Atlético Celaya       | 19  | 18 | -6   |

| Rang | Club                            | Pts | J  | Diff |
| ---- | ------------------------------- | --- | -- | ---- |
| 1    | Club Toluca                     | 32  | 18 | +11  |
| 2    | Santos Laguna (T)               | 24  | 18 | +2   |
| 3    | CA Monarcas Morelia             | 20  | 18 | -6   |
| 4    | Deportivo Irapuato              | 19  | 18 | +1   |
| 5    | Reboceros de La Piedad (en) (P) | 19  | 18 | -12  |

| Rang | Club         | Pts | J  | Diff |
| ---- | ------------ | --- | -- | ---- |
| 1    | Club Necaxa  | 27  | 18 | +1   |
| 2    | CF Atlante   | 26  | 18 | +3   |
| 3    | Club América | 24  | 18 | +0   |
| 4    | UAG Tecos    | 19  | 18 | -2   |
| 5    | FC León      | 19  | 18 | -6   |

| Rang | Club        | Pts | J  | Diff |
| ---- | ----------- | --- | -- | ---- |
| 1    | Tigres UANL | 36  | 18 | +14  |
| 2    | CF Pachuca  | 32  | 18 | +5   |
| 3    | CF Puebla   | 23  | 18 | +0   |
| 4    | Pumas UNAM  | 17  | 18 | -2   |

### La "Liguilla"
Les huit équipes qualifiées sont réparties dans le tableau final d'après leur classement général, le premier affrontant le huitième et ainsi de suite, la même opération est effectuée une fois que l'on connait les quatre demi-finalistes pour le tirage de ce deuxième tour. L'équipe la moins bien classée accueille lors du match aller et la meilleure lors du match retour.
En cas d'égalité lors des deux premiers tours, c'est l'équipe la mieux classée qui se qualifie. Par contre lors de la finale, si les deux équipes sont à égalité sur la somme des deux matchs des prolongations puis une séance de tirs au but ont lieu.

#### Tableau
|  |                       |               |               |               |               |     |   |            |            |            |            |             |     |   |        |        |        |        |        |  |  |
|  | 1/4 de finale         | 1/4 de finale | 1/4 de finale | 1/4 de finale | 1/4 de finale |     |   | 1/2 finale | 1/2 finale | 1/2 finale | 1/2 finale | 1/2 finale  |     |   | Finale | Finale | Finale | Finale | Finale |  |  |
|  |                       |               |               |               |               |     |   |            |            |            |            |             |     |   |        |        |        |        |        |  |  |
|  |                       |               |               |               |               |     |   |            |            |            |            |             |     |   |        |        |        |        |        |  |  |
|  | Tigres UANL           | (1)           | 1             | 3             |               |     |   |            |            |            |            |             |     |   |        |        |        |        |        |  |  |
|  | Tigres UANL           | (1)           | 1             | 3             |               |     |   |            |            |            |            |             |     |   |        |        |        |        |        |  |  |
|  | Santos Laguna         | (8)           | 1             | 0             |               |     |   |            |            |            |            |             |     |   |        |        |        |        |        |  |  |
|  | Santos Laguna         | (8)           | 1             | 0             | Tigres UANL   | (1) | 0 | 1          |            |            |            |             |     |   |        |        |        |        |        |  |  |
|  |                       |               |               |               |               | (1) | 0 | 1          |            |            |            |             |     |   |        |        |        |        |        |  |  |
|  |                       |               | CD Cruz Azul  | (4)           | 1             | 0   |   |            |            |            |            |             |     |   |        |        |        |        |        |  |  |
|  | CD Cruz Azul          | (4)           | CD Cruz Azul  | (4)           | 1             | 0   | 0 | 4          |            |            |            |             |     |   |        |        |        |        |        |  |  |
|  | CD Cruz Azul          | (4)           |               |               |               |     |   |            |            |            |            |             |     |   |        |        |        |        |        |  |  |
|  | Club Necaxa           | (5)           | 2             | 0             |               |     |   |            |            |            |            |             |     |   |        |        |        |        |        |  |  |
|  | Club Necaxa           | (5)           | 2             | 0             |               |     |   |            |            |            |            | Tigres UANL | (1) | 0 | 1      |        |        |        |        |  |  |
|  |                       |               |               |               |               |     |   |            |            |            |            | Tigres UANL | (1) | 0 | 1      |        |        |        |        |  |  |
|  |                       | CF Pachuca    | (3)           | 2             | 1             |     |   |            |            |            |            |             |     |   |        |        |        |        |        |  |  |
|  | Club Toluca           | CF Pachuca    | (3)           | 2             | 1             | (2) | 1 | 2          |            |            |            |             |     |   |        |        |        |        |        |  |  |
|  | Club Toluca           |               |               |               |               |     | 1 | 2          |            |            |            |             |     |   |        |        |        |        |        |  |  |
|  | Chivas de Guadalajara | (7)           | 1             | 0             |               |     |   |            |            |            |            |             |     |   |        |        |        |        |        |  |  |
|  | Chivas de Guadalajara | (7)           | 1             | 0             | Club Toluca   | (2) | 1 | 2          |            |            |            |             |     |   |        |        |        |        |        |  |  |
|  |                       |               |               |               |               | (2) | 1 | 2          |            |            |            |             |     |   |        |        |        |        |        |  |  |
|  |                       |               | CF Pachuca    | (3)           | 1             | 4   |   |            |            |            |            |             |     |   |        |        |        |        |        |  |  |
|  | CF Pachuca            | (3)           | CF Pachuca    | (3)           | 1             | 4   | 2 | 0          |            |            |            |             |     |   |        |        |        |        |        |  |  |
|  | CF Pachuca            | (3)           |               |               |               |     | 2 | 0          |            |            |            |             |     |   |        |        |        |        |        |  |  |
|  | CF Atlante            | (6)           | 1             | 1             |               |     |   |            |            |            |            |             |     |   |        |        |        |        |        |  |  |
|  | CF Atlante            | (6)           | 1             | 1             |               |     |   |            |            |            |            |             |     |   |        |        |        |        |        |  |  |

#### Quarts de finale
| Club         | Aller | Retour | Club                  | Commentaire |
| ------------ | ----- | ------ | --------------------- | ----------- |
| Tigres UANL  | 1-1   | 3-0    | Santos Laguna         |             |
| CD Cruz Azul | 0-2   | 4-0    | Club Necaxa           |             |
| Club Toluca  | 1-1   | 2-0    | Chivas de Guadalajara |             |
| CF Pachuca   | 2-1   | 0-1    | CF Atlante            |             |

#### Demi-finales
| Club        | Aller | Retour | Club         | Commentaire |
| ----------- | ----- | ------ | ------------ | ----------- |
| Tigres UANL | 0-1   | 1-0    | CD Cruz Azul |             |
| Club Toluca | 1-1   | 2-4    | CF Pachuca   |             |

#### Finale
| Match aller | CF Pachuca                              | 2:0   | Tigres UANL | Stade Hidalgo |  |
| 12 décembre | Walter Silvani 23e · Sergio Santana 28e | (2:0) |             |               |  |

| Match retour | Tigres UANL      | 1:1   | CF Pachuca         | Stade Universitario |  |
| 15 décembre  | Jesus Olalde 19e | (1:0) | Walter Silvani 61e |                     |  |

## Bilan du tournoi
| Tableau d'Honneur     |            |
| Compétition           | Vainqueur  |
| Tournoi Invierno 2001 | CF Pachuca |

| Qualifications continentales 2002-2003 |            |
| Coupe des champions                    | Qualifiés  |
| Huitième de finale                     | CF Pachuca |

## Statistiques

### Buteurs
| Rang | Nom                    | Équipe                      | Buts |
| 1    | Walter Silvani         | CF Pachuca                  | 14   |
| 2    | Jorge Martín Rodríguez | Deportivo Irapuato          | 12   |
| 3    | José Manuel Abundis    | CF Atlante                  | 11   |
| 3    | / Alex Fernandes       | CA Monarcas Morelia         | 11   |
| 5    | Jared Borgetti         | Santos Laguna               | 10   |
| 5    | Vicente Sánchez        | Club Toluca                 | 10   |
| 7    | José Luis Calderón     | CF Atlas                    | 9    |
| 7    | Iván Zamorano          | Club América                | 9    |
| 9    | Miguel Ángel Zepeda    | CD Cruz Azul                | 8    |
| 9    | Gabriel Caballero      | CF Pachuca                  | 8    |
| 9    | Claudio da Silva       | Reboceros de La Piedad (en) | 8    |